# 김처선
김처선(金處善, 1421년 ~ 1505년 4월 1일)은 세종부터 연산군까지 일곱 왕을 섬긴 최고위 내시인 판내시부사 겸 상선, 자헌대부 등을 역임한 조선의 환관이다. 본관은 전의(全儀, 지금의 세종특별자치시 전의면)이다. 연산군에게 간하다가 살해됐으며 중종 반정 직후 복권여론이 나왔으나 중종이 거절했고, 1512년에 다시 포상여론이 나왔으나 내시의 힘이 강해질 것을 두려워한 중종이 거절했다. 뒤에 영조 때 충신 정려를 받았다.

## 생애
충청남도 전의현 군내면 동교리(후일의 세종특별자치시 전의면 동교리) 출신이다. 세종부터 연산군까지 7명의 왕을 보필했다. 한때 알 수 없는 이유로 영해(寧海)에 유배됐다가 1453년(단종 1) 풀려나 고신을 돌려받았다. 1455년에는 금성대군 유의 사건과 관련 의금부가 고신을 빼앗고 원래의 고향으로 부처했다. 이후 몇 차례 관직을 삭탈당하고 유배되기도 했으나 곧 복직되었다. 1460년(세조 6) 원종공신(原從功臣) 3등에 추록되었으며, 성종 때에는 대비의 병을 치료하는 데 공이 있다고 하여 정2품인 자헌대부(資憲大夫)가 되었다. 
1494년 성종이 죽자 시릉 내시(侍陵內侍)로 성종의 능을 수묘하였다.
1505년(연산군 11)에 연산군이 궁중에서 자신이 창안한 처용희(處容戱)를 베풀고 음란한 거동을 벌이자 "이 늙은 신이 네 임금을 섬겼고, 경서와 사서를 대강 통하지만 고금에 상감과 같은 짓을 하는 이는 없었다"고 직간하다가, 그해 4월 1일 연산군이 그에게 활을 쏘았다. 곧 연산군에게 직접 다리와 혀를 잘리고 죽임을 당했다. 죽은 뒤 부모의 묘가 파헤쳐지고 처(處)와 선(善) 두 글자의 사용이 엄금되어 모든 관리와 백성들이 그 이름을 쓸 수 없게 되었다. 이 과정에서 전국에 있던 "김처선"은 개명을 명령받았고, 처서 (處暑)는 '조서'(徂暑)로, 처용무 (處容舞)는 풍두무 (豊頭舞)로 이름이 바뀌었다. 또한 문서에서도 그의 이름과 같은 글자를 쓰지 못하게 하고, 본관인 전의도 없어지는 등 수난을 당했다. 또한 그의 양아들 이공신(李公信)도 죽음을 당했으며, 재산은 몰수당하고 부인 서씨와 며느리를 내사복시(內司僕寺)의 노비로 삼았다. 
또한 연산군은 그의 집을 허물고 연못을 파고, 그의 죄명을 써서 집터에 세워뒀다. 또한 그의 죄명을 새긴 돌을 그의 원래 집 있던 자리 주변 길가에 묻고 담을 쌓았다.
중종 반정으로 연산군이 폐위된 뒤 1506년 사간원헌납 강중진(康仲珍)이 그를 포상할 것을 건의했으나 중종이 거부하였다. 1512년(중종 7) 김처선의 행적을 《속삼강행실》에 수록하려 하였으나 환관의 힘이 세질 것을 두려워했던 중종은 마음 속에만 묻어두고 이를 거절하였다. 중종은 그가  술에 취하여 망령된 말을 했다며 반대했다. 그러나 1751년(영조 27) 2월 3일 나라에서 충신의 정문이 내려 그의 공을 인정하였다.

## 가족관계
- 부인 : 정부인 서씨(徐氏)
- 양아들 : 이공신(李公信)

## 관련 작품

### 드라마
- 《설중매》 (MBC, 1984년~1985년 배우:박규채)
- 《한명회》 (KBS, 1994년~1994년 배우:이계영)
- 《장녹수》 (KBS, 1995년~1995년 배우:이낙훈)
- 《임꺽정》 (SBS, 1996년~1997년 배우:장인한)
- 《왕과 비》 (KBS, 1998년~2000년 배우:김성환)
- 《왕과 나》 (SBS, 2007년~2008년 배우:오만석, 주민수)
- 《인수대비》 (JTBC, 2011년~2012년 배우:맹상훈)

### 시사교양
- 《다큐멘터리》 (KBS, 2006년~2006년 배우:박규점)

### 영화
- 《왕의 남자》 (2006년 배우:장항선)

## 참고 자료
- 한국방송《한국사 전(傳)》왕의 남자, 김처선, 2007년 9월 22일 방송 보관됨 2007-10-25 - 웨이백 머신